# Amanecer
L'Amanecer (o també Son Pardo) és un barri de la ciutat de Mallorca situat al districte nord. Limita a llevant amb l'Olivera pel camí Roig, a nord amb la Indioteria per la Via de Cintura i a ponent amb els barris de Cal Capiscol i del Camp Redó per la carretera de Sóller. És un barri residencial d'habitatges unifamiliars que va néixer com a barri de segones residències per passar l'estiu.

## Demografia
El 2018 tenia 600 habitants.

## Història
Es troba sobre les terres que antigament formaven part de la possessió de Son Pardo, les cases de la qual es troben just a l'altra part de la Via de Cintura. Es va començar a urbanitzar cap als anys trenta d'habitatges unifamiliars amb jardí per segones residències i cases d'estiu. Amb el temps, així com va augmentar el transport privat va aparèixer la moda de passar l'estiu vora la mar, i el barri va esdevenir de caràcter més residencial. Encara es mantenen força xalets de l'època, de la mateixa manera que se n'han bastit força de nous.
D'ençà de 1968 pertany a la parròquia de la Ressurrecció del barri veí de Cal Capiscol.
El 1985, a l'establiment d'una antiga fàbrica de sobrassades, va obrir el prostíbul Mustang Ranch, un dels més importants de l'illa, el qual va tancar el 2010. Durant uns anys hi va funcionar l'espectacle Microteatre per Luxúria, de caràcter eròtic, que se servia del renom que havia pres el prostíbul, però va acabar per tancar.
Gairebé tots els carrers del barri tenen noms d'escriptors en llengua catalana: Mercè Rodoreda, Salvador Espriu, Carles Riba, Pere Quart, Emília Sureda, Maria Aurèlia Capmany, Damià Huguet, Llorenç Moyà, Josep Pla, Joan Rosselló de Son Fortesa, Josep Carner i Guillem d'Efak.

## Instal·lacions i serveis
Com que es tracta d'un barri poc densament poblat i residencial, hi ha pocs comerços i serveis, els quals es troben a les barriades adjacents. A l'extrem sud hi ha el Conservatori Superior de Música de les Illes Balears.
Compta amb una associació de veïns i dos clubs de petanca.